# La sospechosa
La sospechosa o La hija sospechosa, es una película de drama mexicana de 1955, escrita y dirigida por Alberto Gout y protagonizada por Silvia Pinal y Miguel Torruco.

## Sinopsis
Después de pasar doce años en Europa, Regina regresa a México, donde es recibida por su odiado padrastro, Alejandro. La madre de Regina, Isabel, es acusada por su esposo de mantener a diversos amantes jóvenes y vividores, por lo que le dicen se fue a Guanajuato. La ama de llaves, Adela, sustituyó a Chona, la nana con la que Regina había crecido, dándose cuenta de que la servidumbre de la casa ha sido cambiada.
Por el notario de la familia, Isidro, ella se entera de que es la única heredera de la fortuna de su abuelo. También, por noticias del doctor Raúl, quien se encuentra preso, se entera de que Isabel falleció a causa de que el enfermero Ramón cambió la medicina que él le había recetado por arsénico, lo cual llevó al doctor a la cárcel. Regina hace que Ramón la aborde en un autobús y la lleve a bailar, en casa de él, este está a punto de hablar de lo ocurrido con su madre y es asesinado a tiros, apenas pudiendo escapar ella con un papel que Ramón le dio: la orden de cambio de medicina.
Con dicho papel descubre que el responsable de la muerte de Isabel fue Tomás, un médico hermano de su padrastro. Raúl es liberado y junto a Regina secuestran a una cabaretera de El Burro que se hacía pasar por su madre, y que en realidad era amante de Tomás. Ella revela el paradero de Isabel y mata a Tomás al sentirse traicionada. La policía apresa al padrastro y a su amante, quienes habían planeado robarle la fortuna a Regina, y ella y el médico rescatan a su madre.

## Reparto
- Silvia Pinal - Regina de Alba[3]
- Miguel Torruco - Dr. Raúl Lavalle
- Víctor Parra - Alejandro
- Carmen Montejo - Adela Pérez
- Andrés Soler - Isidro Noriega
- Raúl Ramírez - Ramón
- Josefina Escobedo - Isabel
- Antonio Raxel - Tomás López Roy
- Nicolás Rodríguez - Conserje
- Roberto Galvéz
- Olivia Michel - Esperanza
- Manuel de la Vega
- Emilio Garibay
- Jesús Gómez - Gendarme
- Cecilia Leger - Madre de la paciente muerta
- Armando Acosta